# Parafia Świętej Rodziny w Żelaznej Górze
Parafia Świętej Rodziny w Żelaznej Górze – parafia rzymskokatolicka, znajdująca się w archidiecezji warmińskiej, w dekanacie Braniewo. W parafii posługują księża archidiecezjalni. Według stanu na styczeń 2019 proboszczem parafii jest ks. kanonik Władysław Kuras (funkcję tę pełni od 1993).

## Historia parafii
W Żelaznej Górze już w 1390 roku był kościół parafialny. Kościół był wznoszony etapami: prezbiterium ukończono w połowie XIV wieku, nawę w końcu XIV wieku, zakrystię ukończono w późniejszym okresie. Przedsionek zachodni dobudowano na początku XVI wieku, a na początku XVIII wieku wzniesiono nad nim drewnianą wieżę.
W okresie reformacji, gdy luteranizm stał się wyznaniem państwowym, kościół stał się ewangelicki, jak wszystkie świątynie Prus Książęcych. W lutym i marcu 1945 roku miejscowość znalazła się w rejonie tzw. kotła Heilgenbeil, podczas prowadzonej operacji wschodniopruskiej. Wieś wraz z kościołem została niemal całkowicie zniszczona. W 1946 roku utworzono we wsi tymczasową kaplicę w zaadaptowanym budynku gospodarczym. Parafię katolicką reaktywowano w 1962 roku. Ruiny kościoła w Żelaznej Górze miały zostać usunięte 1975 roku, a gruz wykorzystany do zasypania bagienka na placu zgromadzeń w miejscowości. Jednak kościół ostatecznie udało się uratować. W latach 1994–1999 został odbudowany staraniem braniewskiego księdza Tadeusza Brandysa.
Proboszczowie parafii w Żelaznej Górze (ewangeliccy) od czasu reformacji do 1945 roku:
- NN. Oelschnitzer vom Hoff, 1544–1558
- Peter Meisner, bis 1603
- Martin Porsch, 1603–1619
- Paul Crüger, 1619–1657
- Georg Schultz, 1657–1692
- Johann Heinrich Schultz, 1686–1704
- Martin Wernicke, 1704–1737
- Christian Riedel, 1737–1756
- Michael Görtzki, 1757–1777
- Friedrich Riemasch, 1778–1802
- Johann Christoph Kirchner, 1802–1823
- Adolf Reinhard Ziegner, 1823–1828
- Johann Friedrich Gottlieb Schlakowski, 1828–1837
- Friedrich Billeit, 1837–1864
- Johann Friedrich Rudolf Sand, 1865–1881[5]
- Carl Heinrich Friedrich Schröder, 1882–1892
- Heinrich Ernst Conrad Giere, 1890–1893
- Johann Carl Gustav Kopetsch, 1891–1899
- Albert Friedrich Schack, 1893–1917
- Albert Droysen, 1917–1933
- Arno Schmökel, 1935–1945